# Rybniki (województwo podlaskie)
Rybniki – wieś w Polsce położona w województwie podlaskim, w powiecie białostockim, w gminie Wasilków. Wieś położona jest przy drodze nr E67 z Białegostoku do Augustowa w odległości około 16 km od granic Białegostoku.
W latach 1975–1998 miejscowość administracyjnie należała do województwa białostockiego.
W pobliżu wsi na terenie kopalni krzemienia znajduje się rezerwat przyrody Krzemianka. Znajduje się tam co najmniej kilkadziesiąt kopalń sprzed około 3 tysięcy lat, które są bardzo dobrze zachowane.
Wierni kościoła rzymskokatolickiego należą do parafii Najświętszej Maryi Panny Królowej Polski w Kopisku.

## Transport
Przez miejscowość przechodzą drogi:
- droga międzynarodowa E67 Helsinki – Kowno – Warszawa – Praga,
- droga krajowa nr 8 Kudowa-Zdrój – Wrocław – Warszawa – Białystok – Suwałki – Budzisko[6]